# Solarise keskus
Le centre commercial Solaris (en estonien : Solarise keskus) est un centre commercial à Tallinn en Estonie.

## Présentation
Solaris est un centre culturel et commercial situé entre Estonia puiestee et Rävala puiestee, qui a été inauguré le 9 octobre 2009. Le bâtiment a été construit en 2009 pour remplacer le centre Sakala, qui a été presque entièrement démoli,.
Le centre a été conçu par Raivo Puusepp.
Le centre Solaris compte 7 étages, dont 5 étages hors sol et 2 étages souterrains.
Sa superficie utile est de 43 000 mètres carrés, avec la salle de concert Alexela de 1 830 places (jusqu'en mai 2014 la salle de concert Nokia puis jusqu'en 2018 la salle de concert Nordea), le cinéma Apollo à sept écrans (jusqu'en octobre 2015 le cinéma Solaris) et le centre de cinéma d'art Artis , plusieurs cafés-restaurants et diverses boutiques,.